# Parvicrepis parvipinnis
Parvicrepis parvipinnis is een straalvinnige vissensoort uit de familie van schildvissen (Gobiesocidae). De wetenschappelijke naam van de soort is voor het eerst geldig gepubliceerd in 1906 door Waite.